# フレズノ (戦車揚陸艦)
|          |                                                               |
| 艦歴     |                                                               |
| 発注     | 1966年7月15日                                                 |
| 起工     | 1967年12月16日                                                |
| 進水     | 1968年9月28日                                                 |
| 就役     | 1969年11月22日                                                |
| 退役     | 1993年4月8日                                                  |
| その後   | 2014年9月15日に海没処分                                       |
| 除籍     |                                                               |
| 性能諸元 |                                                               |
| 排水量   | 8,600トン                                                     |
| 全長     | 522 ft 0 in (159.11 m)                                        |
| 全幅     | 70 ft 0 in (21.34 m)                                          |
| 吃水     | 17.4 ft (5.30 m)                                              |
| 機関     | ディーゼルエンジン6基、16,000 hp (12,000 kW) バウ・スラスター |
| 最大速   | 20ノット (37.0 km/h)                                          |
| 乗員     | 士官14名、兵員210名、搭載人員350名                            |
| 兵装     |                                                               |

フレズノ (USS Fresno, LST-1182) は、アメリカ海軍の戦車揚陸艦。ニューポート級戦車揚陸艦の1隻。艦名はカリフォルニア州フレズノおよびフレズノ郡に因む。その名を持つ艦としては4隻目。

## 艦歴
フレズノは1967年12月16日にカリフォルニア州サンディエゴのナショナル・スチール・アンド・シップビルディング社で起工した。1968年9月28日にマリリン・ハイドによって命名、進水し、1969年11月22日に艦長スタニスラス・J・ソウィンスキー中佐の指揮下就役した。
太平洋艦隊揚陸部隊に配属されサンディエゴを母港にしたフレズノは、西海岸沿いでの通常の訓練と、西太平洋での拡張配備を交互に行った。任務は1990年まで継続した。ベトナム戦争時には多くの任務に従事した。退役後は真珠湾の海軍予備役艦艇保管施設で保管された。
フレズノは2009年にラシーン (USS Racine, LST-1191) と共にペルーに売却される予定だった。しかし、2014年9月、グアム周辺海域で行われた勇敢な盾においてフレズノは、標的艦として航空機や艦艇からの対艦攻撃を受けて沈没した。
フレズノはベトナム戦争の戦功で2個の従軍星章を受章した。